# Sergen-Kathlower Teich- und Wiesenlandschaft
Das Naturschutzgebiet Sergen-Kathlower Teich- und Wiesenlandschaft liegt auf dem Gebiet der Gemeinden Neuhausen/Spree und Wiesengrund im Landkreis Spree-Neiße in Brandenburg.
Das Gebiet mit der Kenn-Nummer 1328 wurde mit Verordnung vom 12. Februar 2013 unter Naturschutz gestellt. Das rund 679 ha große Naturschutzgebiet, zu dem der Großteich und der Ziegeleiteich gehören, erstreckt sich nordwestlich, westlich und südlich von Kathlow, einem Ortsteil von Neuhausen/Spree. Am nordwestlichen Rand des Gebietes verläuft die B 97, hindurch verlaufen die B 168, die A 15 und die Landesstraße L 52, am südlichen Rand verläuft die L 47. Nordöstlich erstreckt sich der 217 ha große Klinger See.